# Patiphan Pinsermsootsri
Patiphan Pinsermsootsri (Thai: ปฏิภาณ ปิ่นเสริมสูตรศรี, * 3. Oktober 1996 in Bangkok), auch als Fook bekannt, ist ein thailändischer Fußballspieler.

## Karriere

### Verein
Patiphan Pinsermsootsri erlernte das Fußballspielen im Assumption College Thonburi (2011 bis 2013). 2014 unterschrieb er einen Vierjahresvertrag beim thailändischen Spitzenclub Muangthong United. Hier kam er jedoch nicht zum Einsatz. Um Spielpraxis zu erlangen, wurde er verliehen. Seine erste Station hieß Pattaya United, ein Zweitligist in der Provinz Chonburi. In der Hinserie 2015 kam er 15-mal zum Einsatz und schoss dabei vier Tore. In der Rückserie ging es in die thailändische Hauptstadt Bangkok. Bei  Assumption United lief er 16-mal auf und schoss ebenfalls vier Tore. 2016 wurde er wieder an Pattaya United, die den Aufstieg in die Thai Premier League schafften, verliehen. In seiner ersten Saison bei einem Erstligisten lief er einmal für Pattaya United auf. Nach der Hinrunde wechselte er zum Ligakonkurrenten BEC Tero Sasana FC. Hier kam er zweimal zum Einsatz. 2017 wurde er an den Zweitligisten Nakhon Pathom United FC ausgeliehen. Für Nakhon Pathom stand er 21-mal auf dem Feld und schoss ein Tor. Nach Beendigung des Vertrages bei Muangthong United unterschrieb er einen Vertrag beim Erstligisten Chonburi FC. Auch hier wurde er verliehen. 2018 spielte er für den Drittligisten Trang FC. In 13 Spielen schoss er zwei Tore. 2019 wurde er an den Aufsteiger in die Thai League 2, MOF Customs United FC, ausgeliehen. Für die Customs absolvierte er 21 Zweitligaspiele. Nach Vertragsende in Chonburi wechselte er Anfang 2020 zum Drittligisten Muangkan United FC nach Kanchanaburi. Mit Muangkan spielte er in der Western Region. Am Ende der Saison wurde er mit dem Verein Meister der Region. In den Aufstiegsspielen zur zweiten Liga belegte man den zweiten Platz und stieg somit in die zweite Liga auf. Nach der Hinrunde 2021/22 wurde sein Vertrag im Dezember 2021 aufgelöst. Ende Dezember 2021 unterschrieb er einen Vertrag beim Drittligisten Pattaya Dolphins United. Am Ende der Saison 2021/22 feierte er mit den Dolphins die Meisterschaft der Eastern Region. In den Aufstiegsspielen zur zweiten Liga konnte man sich nicht durchsetzen. Im Dezember 2022 wurde sein Vertrag nicht verlängert. Im Januar 2023 nahm ihn der Zweitligist Suphanburi FC aus Suphanburi unter Vertrag. Für Suphanburi bestritt er in der Rückrunde zwölf Zweitligaspiele. Nach der Saison wurde sein Vertrag im Sommer 2023 nicht verlängert. Im August 2023 schloss er sich dem Drittligisten Samut Sakhon City FC an. Mit dem Verein aus Samut Sakhon spielte er in der Bangkok Metropolitan, und 2024/25 in der Western Region der Liga. Am Ende der Saison 2024/25 feierte er mit dem Verein die Meisterschaft der Region.

### Nationalmannschaft
Von 2013 bis 2014 spielte er achtmal für die U-19-Nationalmannschaft, wobei er fünf Tore erzielte.

## Erfolge
Muangkan United FC
- Thai League 3 – West: 2020/21
- Thai League 3 – National Championship: 2020/21 (2. Platz)  ▲

Pattaya Dolphins United
- Thai League 3 – East: 2021/22

Samut Sakhon City FC
- Thai League 3 – West: 2024/25